# 文慧中
文慧中（1930年—），女，满族，辽宁沈阳人，中国雕塑家。毕业于中央美术学院。